# Puits Arabe
Le Puits Arabe est manifestement un ancien puits de l'île de La Réunion, département d'outre-mer français dans le sud-ouest de l'océan Indien. Il est situé sur le littoral de la commune de Saint-Philippe à quelques centaines de mètres de la pointe de la Table, le principal cap au sud-est de l'île. 
On trouve en outre non loin du puits des orgues basaltiques.

## Annexe